# Jailhouse Rock
Jailhouse Rock er en amerikansk sort-hvid-film fra 1957. Filmen, hvis hovedrolle blev spillet af Elvis Presley, blev produceret af Pandro S. Berman på Metro-Goldwyn-Mayer og havde Richard Thorpe som instruktør.
Filmen blev indspillet i perioden 13. maj til 14. juni 1957 og havde premiere i Memphis samme år den 17. oktober.
Jailhouse Rock var den tredje i en lang række af film med Elvis Presley.
Jailhouse Rock baserer sig på en historie af Ned Young og handler om en ung mand, som afsoner en dom for manddrab, og som lærer at spille guitar i fængslet. Efter sin løsladelse bliver han stjerne, men indhentes af sin fortid i form af hans cellekammerat, der kræver sin del af berømmelsen.
Den danske titel på Jailhouse Rock var Med knyttede næver.

## Musik
I alt var der indlagt seks Elvis-sange i filmen. De seks sange var:
- "Jailhouse Rock" (Jerry Leiber, Mike Stoller)

indspillet hos Radio Recorders i Hollywood den 30. april 1957
- "Treat Me Nice" (Jerry Leiber, Mike Stoller)

indspillet hos Radio Recorders i Hollywood den 5. september 1957
- "I Want To Be Free" (Jerry Leiber, Mike Stoller)

indspillet hos Radio Recorders i Hollywood den 3. maj 1957
- "Don't Leave Me Now" (Aaron Schroeder, Ben Weisman)

indspillet hos Radio Recorders i Hollywood den 23. februar 1957
- "Young And Beautiful" (Abner Silver, Aaron Schroeder)

indspillet hos Radio Recorders i Hollywood den 30. april 1957
- "Baby, I Don't Care" (Jerry Leiber, Mike Stoller)

indspillet hos Radio Recorders i Hollywood den 3. maj 1957

Presleys cellekammerat, spillet af Mickey Shaughnessy, sang i filmen den stille ballade "One More Day", en komposition af Sid Tepper og Roy C. Bennett.

## Andet
Presleys kvindelige modspiller i filmen var Judy Tyler. Den 3. juli 1957, kort efter filmoptagelserne var slut, var hun på ferie sammen med sin ægtemand. På vej gennem Wyoming var de indblandet i en bilulykke, hvor de begge blev dræbt. Judy Tyler nåede aldrig at se sig selv i Jailhouse Rock.
I den udendørs pool-scene, hvor "Baby I Don't Care" opføres, ses guitaristen Scotty Moore med solbriller når orkestret ses på afstand, mens han ikke bærer solbriller på de billeder, som viser orkestret tættere på.

## Links
- Jailhouse Rock på Internet Movie Database (engelsk)
- Jailhouse Rock på Filmdatabasen
- Jailhouse Rock på Scope
- Jailhouse Rock i Svensk Filmdatabas (svensk)
- Jailhouse Rock på AlloCiné (fransk)
- Jailhouse Rock på MovieMeter (nederlandsk)
- Jailhouse Rock på AllMovie (engelsk)
- Jailhouse Rock hos American Film Institute (engelsk)
- Jailhouse Rocks profil hos Encyclopædia Britannica Online (engelsk)
- Jailhouse Rock på Turner Classic Movies (engelsk)